# Gilbert De Rieck
Gilbert De Rieck (* 28. September 1936 in Merelbeke) ist ein ehemaliger belgischer Radrennfahrer.

## Sportliche Laufbahn
De Rieck war Bahnradsportler und auch im Straßenradsport aktiv. Er war Teilnehmer der Olympischen Sommerspiele 1960 in Rom. Im Sprint schied er gegen Günter Kaslowski aus. 1958 wurde er Vize-Meister im Sprint der Amateure hinter August Deschesne. 1960 kam er auf den dritten Platz. Auf der Straße gewann er einige Kriterien in Belgien.
1962 wurde er Berufsfahrer im Radsportteam Bertin-Porter 39-Milremo und blieb bis 1965 als Radprofi aktiv. Er bestritt als Profi überwiegend Straßenrennen, blieb aber bis auf einen Kriteriumssieg ohne Erfolge.